# Gherăseni
Gherăseni è un comune della Romania di 3 663 abitanti, ubicato nel distretto di Buzău, nella regione storica della Muntenia.
Il comune è formato dall'unione di 3 villaggi: Cremenea, Gherăseni, Sudiți.